# インターナショナル・リース・ファイナンス
インターナショナル・リース・ファイナンス・コーポレーション （ILFC, International Lease Finance Corporation） はアメリカ合衆国カリフォルニア州ロサンゼルスに本拠を置く航空機リース会社。多国籍保険会社AIGの傘下であったが2014年に同じ航空機リース企業のエアキャップに買収された。

## 概要
ILFC社は1973年、レスリー・ゴンダとルイス・L・ゴンダのゴンダ親子と、スティーブン・Ｆ・ウドヴァーヘイジーの3人によって設立された。
1990年に保険会社大手AIGに買収された際、ゴンダ親子は経営から退いたが、ウドヴァーヘイジーは経営陣に留まり、2010年までCEOを務めた。
ボーイングとエアバスの航空機をエア・カナダ、エールフランス、ルフトハンザ、アメリカン航空など世界中の航空会社にリースしている。
なお、ILFCが発注したボーイング社製航空機の顧客番号（カスタマーコード）はQ8で、航空機の形式名は747-4Q8, 767-3Q8ER, 777-2Q8ER などとなる。

## AIGの経営危機の中で
2007年に発生したサブプライムローン問題により、ILFCの親会社であるAIGも多額の損失を計上し、経営危機に陥った。その中で、AIGが資金を確保するためにILFCを売却するとの観測が流れており、創業者であるウドヴァーヘイジーが有力な買い手とされていた。しかし2010年2月、ウドヴァーヘイジーは同社を退職し、新たに航空機リース会社であるエア・リース・コーポレーション を設立した。
親会社であるAIGの経営悪化により同社の資金調達コストは上昇しており、同社は2010年4月、53機の航空機をオーストラリアの大手投資銀行であるマッコーリー銀行に20億ドルで売却した。